# Vila Pronin
Vila Pronin a fost un ansamblu arhitectural format dintr-un palat cu două niveluri, terase, grădină și edificii auxiliare aflat la intrarea în Parcul Valea Morilor din Chișinău. Palatul propriu-zis a fost distrus în timpul celui de-Al Doilea Război Mondial, iar celelalte două clădiri ale vilei, care au supraviețuit, reprezintă un monument de arhitectură de importanță națională inclus în Registrul monumentelor Republicii Moldova ocrotite de stat, sub nr. 352 (municipiul Chișinău).

## Istoric

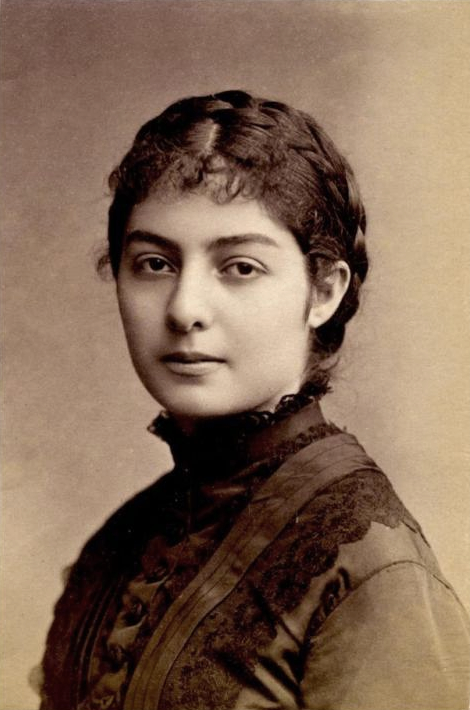
Natalia Obrenovici, născută Cheșco.

Construcția palatului a început la răscrucea secolelor XIX-XX din inițiativa negustorului Gheorghii Pronin, conform istoricului Gheorghe Bezviconi, cu speranța că îl va vinde Nataliei Obrenovici, principesa și regina consort a Serbiei între 1875 și 1889, originară din Basarabia. Acesteia i-a fost dificil să rămână în Serbia după divorțul său, rămas nerecunoscut, de Milan Obrenovici în 1886. A trăit un timp în exil, apoi s-a întors, plecând definitiv din țară în 1898. Una dintre opțiunile reginei a fost să revină în Basarabia, acolo unde a crescut în familia unchiului său, Constantin D. Moruzi. Din aceste considerente s-a dispus construcția palatului, pe care însă nu l-a mai văzut, deoarece s-a mutat definitiv în Franța și tot acolo s-a călugărit după asasinarea fiului ei, Alexandru I al Serbiei. 
Ulterior, casa a fost terminată de către negustorul Gheorghii Pronin. Nu se cunosc multe despre soarta ei la începutul perioadei interbelice. După Marea Unire din 1918, acolo s-a instalat guvernatorul militar al Basarabiei, Artur Văitoianu. În 1925 palatul se afla în vânzare, iar istoricul Ștefan Ciobanu a insistat pe lângă Ministerul Cultelor și Artelor de atunci ca acesta să fie cumpărat pentru organizarea acolo a unui muzeu istorico-arheologic, primul de acest fel de pe teritoriul provinciei, un demers care așa și nu a fost realizat. 
În 1930 primăria Chișinău a cumpărat-o pentru 3 600 000 lei și a oferit-o în dar mareșalului italian Pietro Badoglio, cetățean de onoare al municipiului din 1926, după o renovare ce ar fi trebuit să coste 700 000 lei. Tot primăria a transmis-o câțiva ani mai târziu în proprietatea regelui Carol al II-lea, care la rândul lui a pus-o la dispoziția Fundațiilor Regale, aici instalându-se filiala basarabeană a Institutului Social Român. A suferit în timpul celui de-Al Doilea Război Mondial, palatul fiind în mare parte distrus. În primul rând, daune considerabile a adus cutremurul din 1940. E greu de apreciat în ce măsura au afectat bombardamentele din timpul războiului starea clădirii, dar după încheierea acestuia au mai rămas doar pereții exteriori și fațada în picioare. Carcasa palatului a funcționat până în 1952 pe post de cinematograf în aer liber, după care a fost demolată complet din motive de siguranță. 
În perioada sovietică edificiile rămase în picioare au servit drept cantină a Consiliului de Miniștri al RSSM, apoi în perioada independenței a făcut parte din complexul Cantinei Cancelariei de Stat. Din cauza pierderilor economice generate de aceasta, în 2017 s-a luat decizia de a trece clădirile în subordinea Direcției generale pentru administrarea clădirilor Guvernului. Deja atunci s-a apreciat că acestea aveau nevoie de reparații capitale. În 2021, împreună cu clădirea în care se află Sala de expoziții nr. 1 de alături au devenit sediul Muzeului Național de Literatură „Mihail Kogălniceanu”. O parte din ajutorul financiar nerambursabil de 100 milioane de euro oferit Republicii Moldova de România va viza restaurarea acestor edificii. 

## Arhitectură

### Palat
Palatul Pronin, cunoscut ca Palatul Fundațiilor Regale după ce a ajuns în proprietatea regelui Carol al II-lea, reprezintă edificiul central al ansamblului arhitectural. Era amplasat la intrarea actuală în Parcul Valea Morilor, acolo unde în prezent se află monumentul lui Ion și Doina Aldea-Teodorovici. Din fotografiile vechi se observă că a fost construită într-un eclectism reminiscent stilului Second Empire și altora caracteristice epocii. A avut planul dreptunghiular, format dintr-un parter, un etaj și o cupolă rectangulară detașată de restul acoperișului și mascată de un atic dinspre fațada frontală. Acoperișul era în general ascuns de jur-împrejur de o balustradă, întreruptă de câte un atic aflat la mijlocul fiecărei laturi. Poseda o intrare frontală și una laterală, ambele precedate de porticuri cu coloane care stăteau fie independent, în pereche sau adosate la stâlpii de la colțuri. Deasupra porticurilor s-au amenajat balcoane. Printre elementele decorative se numărau ferestrele oarbe, cornișa cu muluri bine-reliefate, coloane și alte elemente sculptate în ancadramentele ferestrelor etc.
Clădirea a fost grav avariată de cutremurul din 1940 și demolată complet în perioada sovietică postbelică.

### Fragmentul A

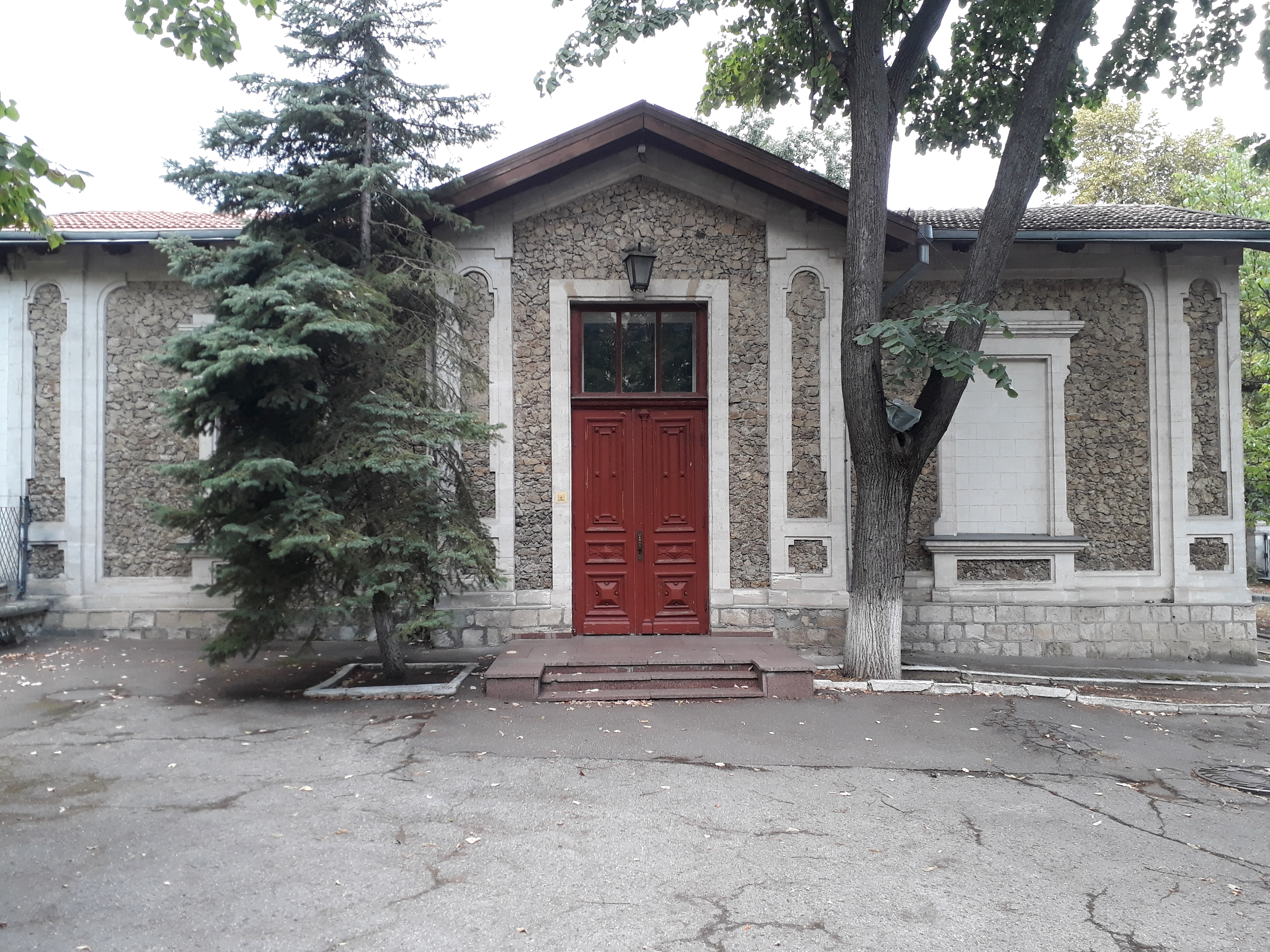
Intrarea principală a fragmentului A, vila Pronin.

Separat de linia roșie a străzii Alexei Mateevici de un mic scuar cu havuz și paralel față de aceasta, fragmentul A reprezintă o clădire dreptunghiulară în plan, formată dintr-un singur nivel cu trei rezalite și frontoane deasupra acestora. Intrarea principală se găsește pe una dintre fațadele laterale, în timp ce fațada cu vedere spre stradă are doar șapte ferestre dispuse simetric: trei în centru și câte două pe fiecare dintre cele două rezalite din părți. La realizarea paramentului s-a folosit o combinație din piatră albă tăiată pentru elementele decorative, cum ar fi ancadramentele, conturul frontoanelor ș.a., și piatră spartă de culoare mai întunecată, care ocupă spațiul dintre acestea. În mare parte, clădirea reprezintă un exemplu al arhitecturii eclectice cu influențe clasiciste și moderne, în special Art Nouveau.

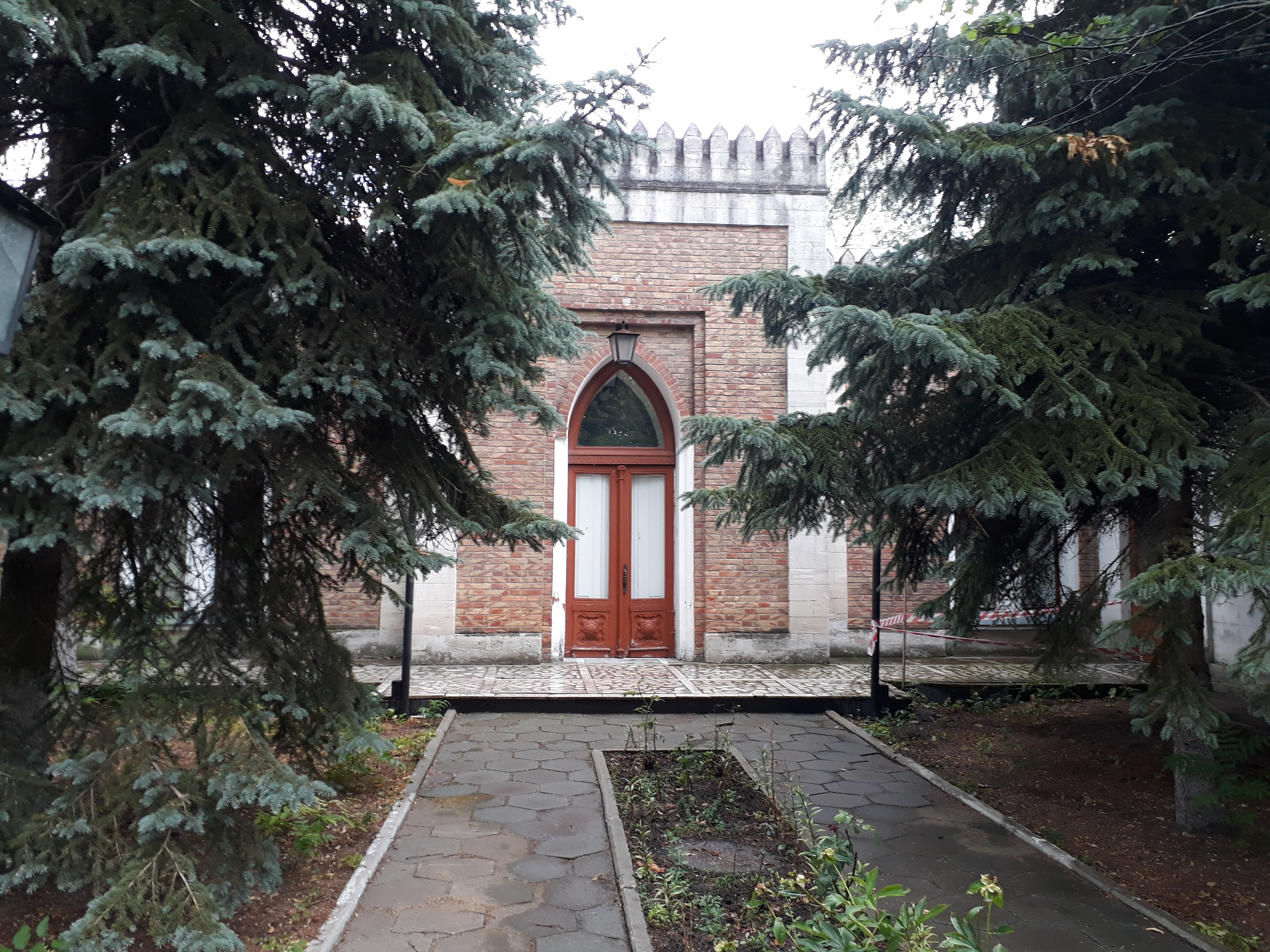
Fațada principală a fragmentului B prezintă influențe maure evidente.

Chiar dacă exteriorul se află aparent într-o stare acceptabilă, condițiile din interior sunt precare și edificiul are nevoie de restaurare. În prezent, Muzeul Național de Literatură nu organizează expoziții în interiorul acestuia, iar accesul vizitatorilor este interzis.

### Fragmentul B
Fragmentul B al vilei Pronin reprezintă o clădire rectangulară de mici dimensiuni, cu un singur nivel, aflată la o distanță considerabilă de strada Alexei Mateevici. O alee mărginită de arbori și felinare oferă acces către ea dinspre intrarea principală a fragmentului A. Edificiul este construit din cărămidă și piatră albă tăiată, ultima folosită la realizarea elementelor decorative, precum ancadramentele și crenelurile. Atât portalul intrării, cât și cele patru ferestre au arcul ogival. De asemenea, intrarea se evidențiază de restul fațadei prin intermediul unui rezalit. Aspectul exterior al clădirii aparține eclectismului, dominat de influențele venite din stilul maur.
Interiorul este decorat în stil clasic și găzduiește expoziții temporare ale Muzeului Național de Literatură „Mihail Kogălniceanu”.

## Galerie

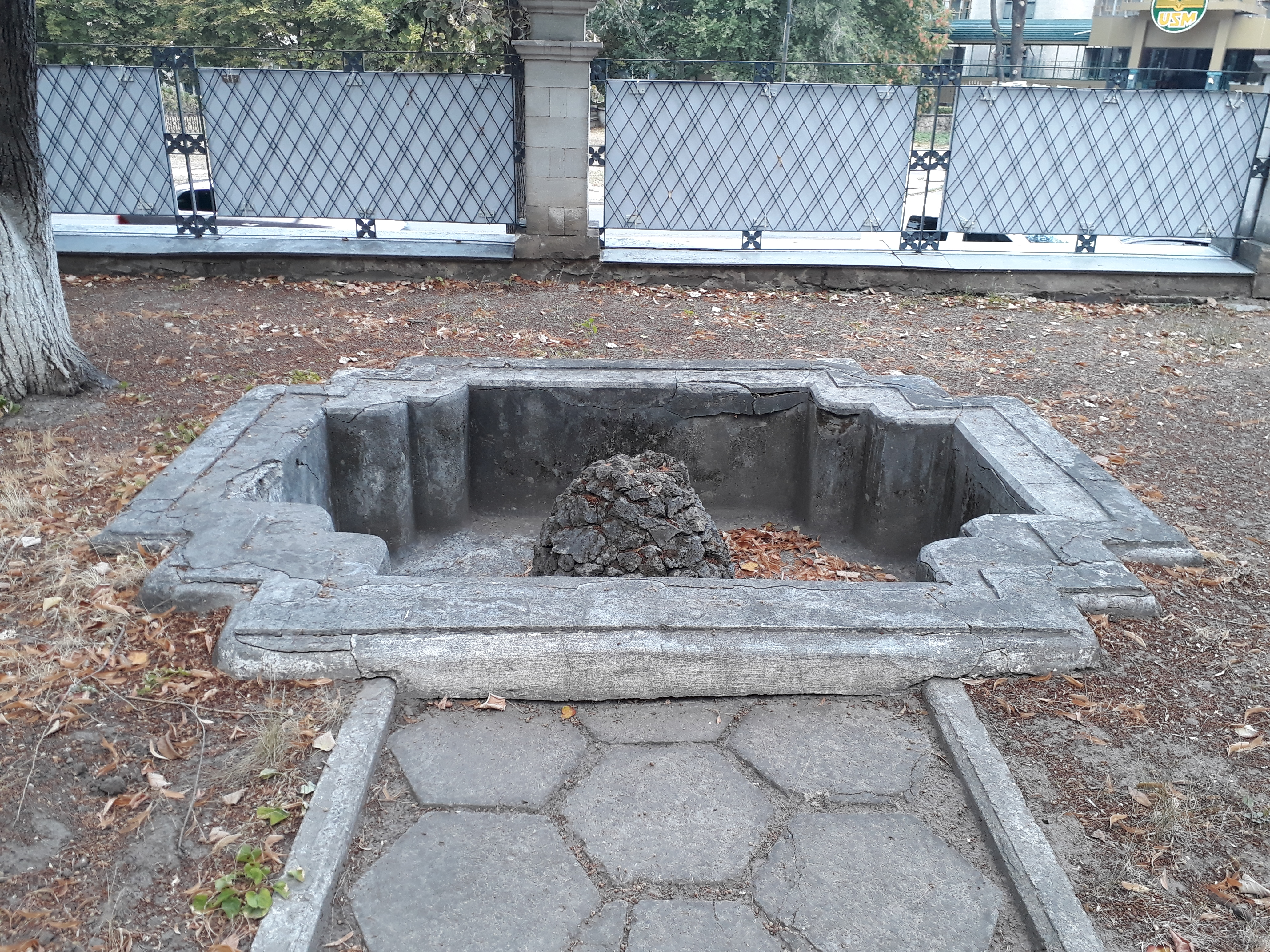
Havuzul din fața fragmentului A al vilei Pronin.
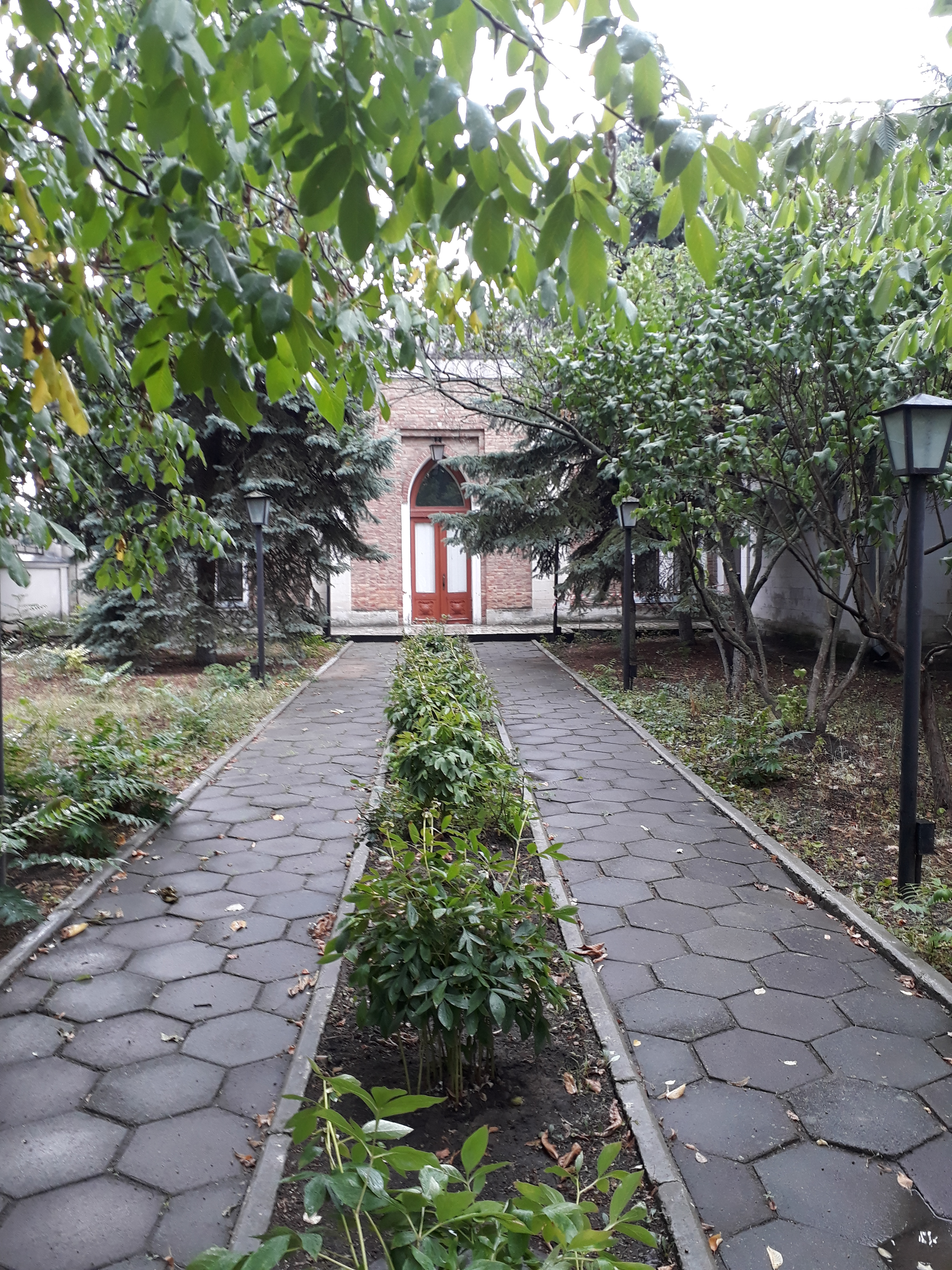
Aleea din fața fragmentului B.
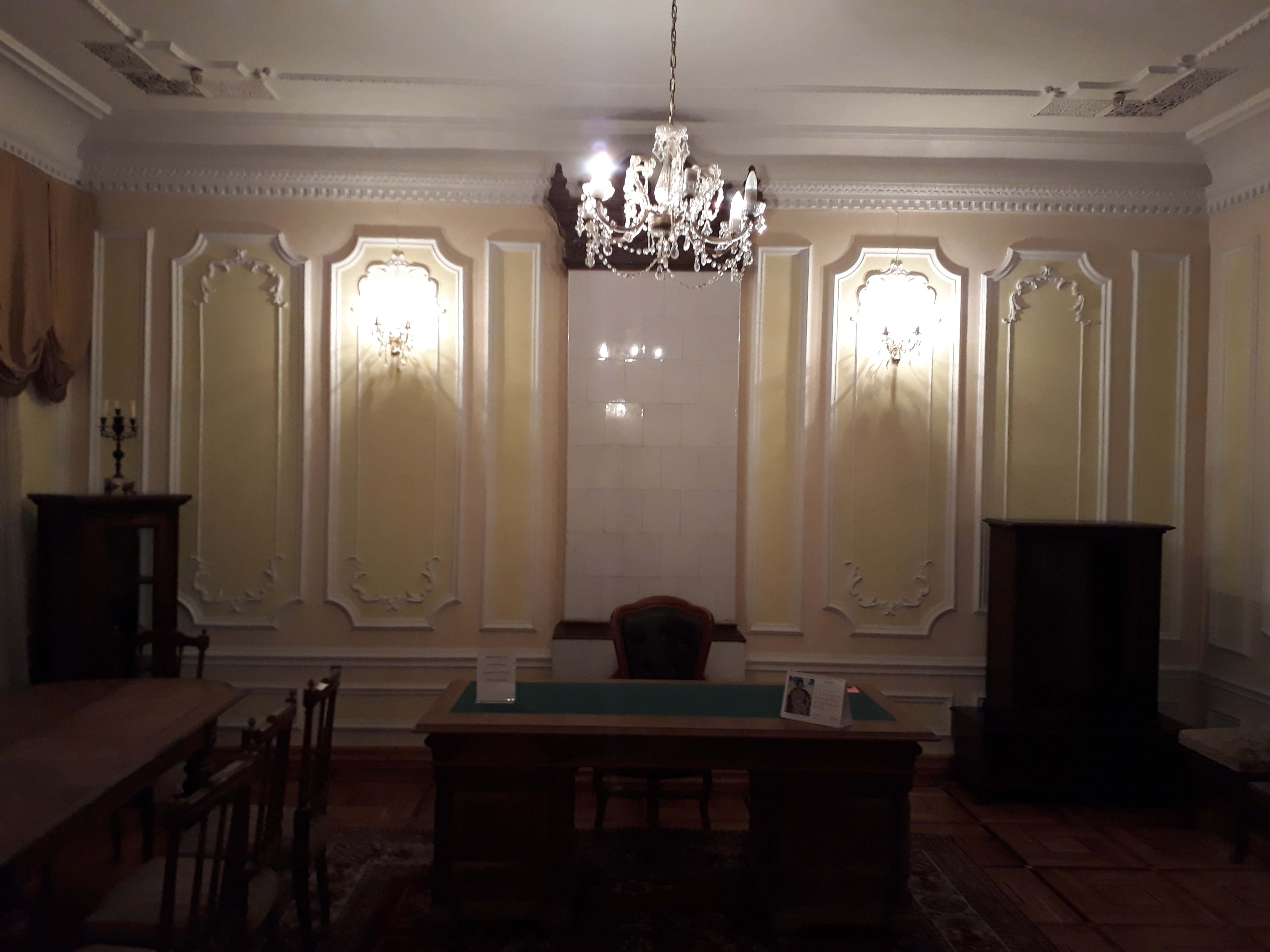
Interiorul fragmentului B. Mobilier și cămin.
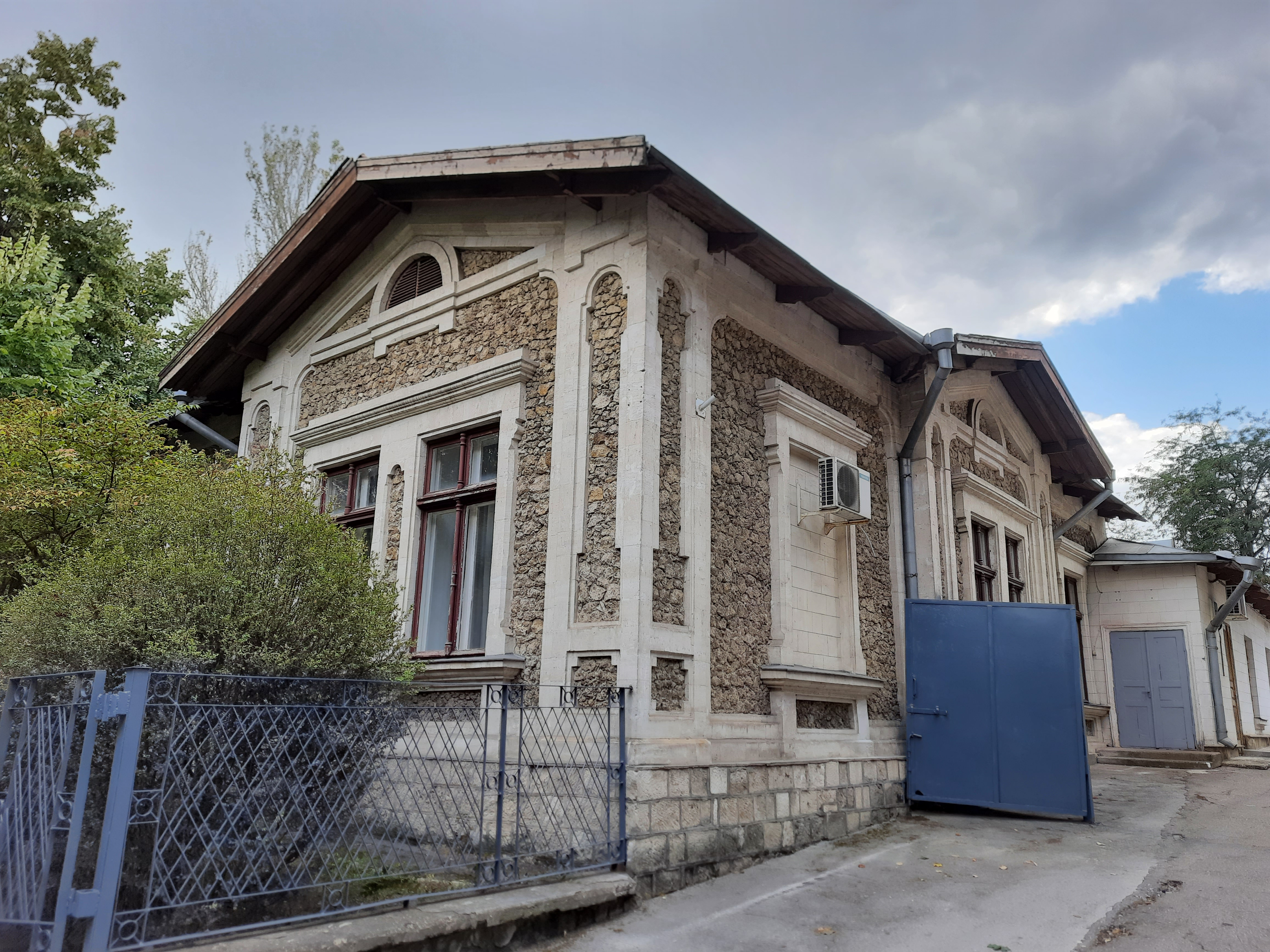
Fragmentul A. Fațada dinspre Sala de expoziții nr. 1.
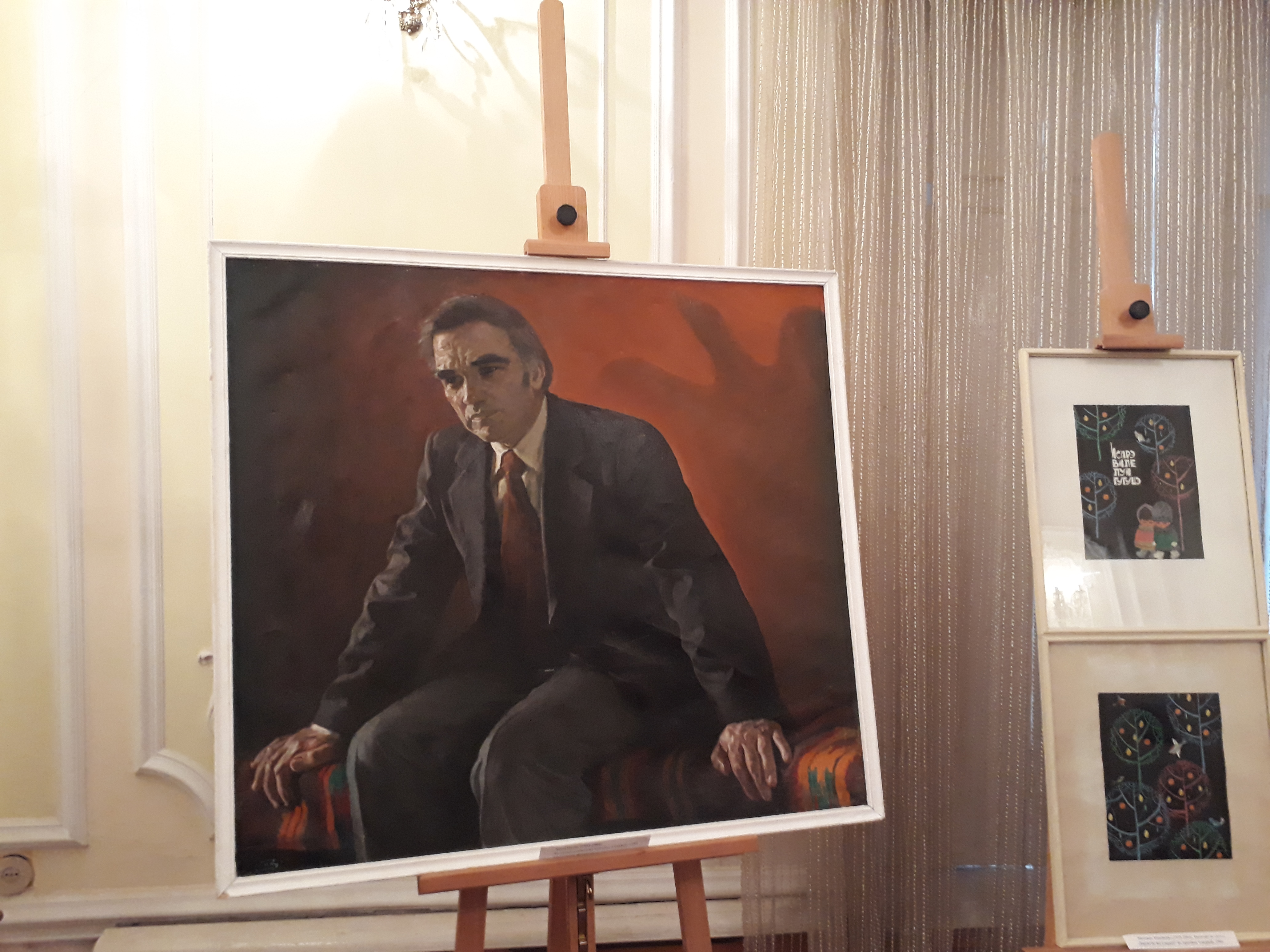
Expoziție în interiorul fragmentului B.
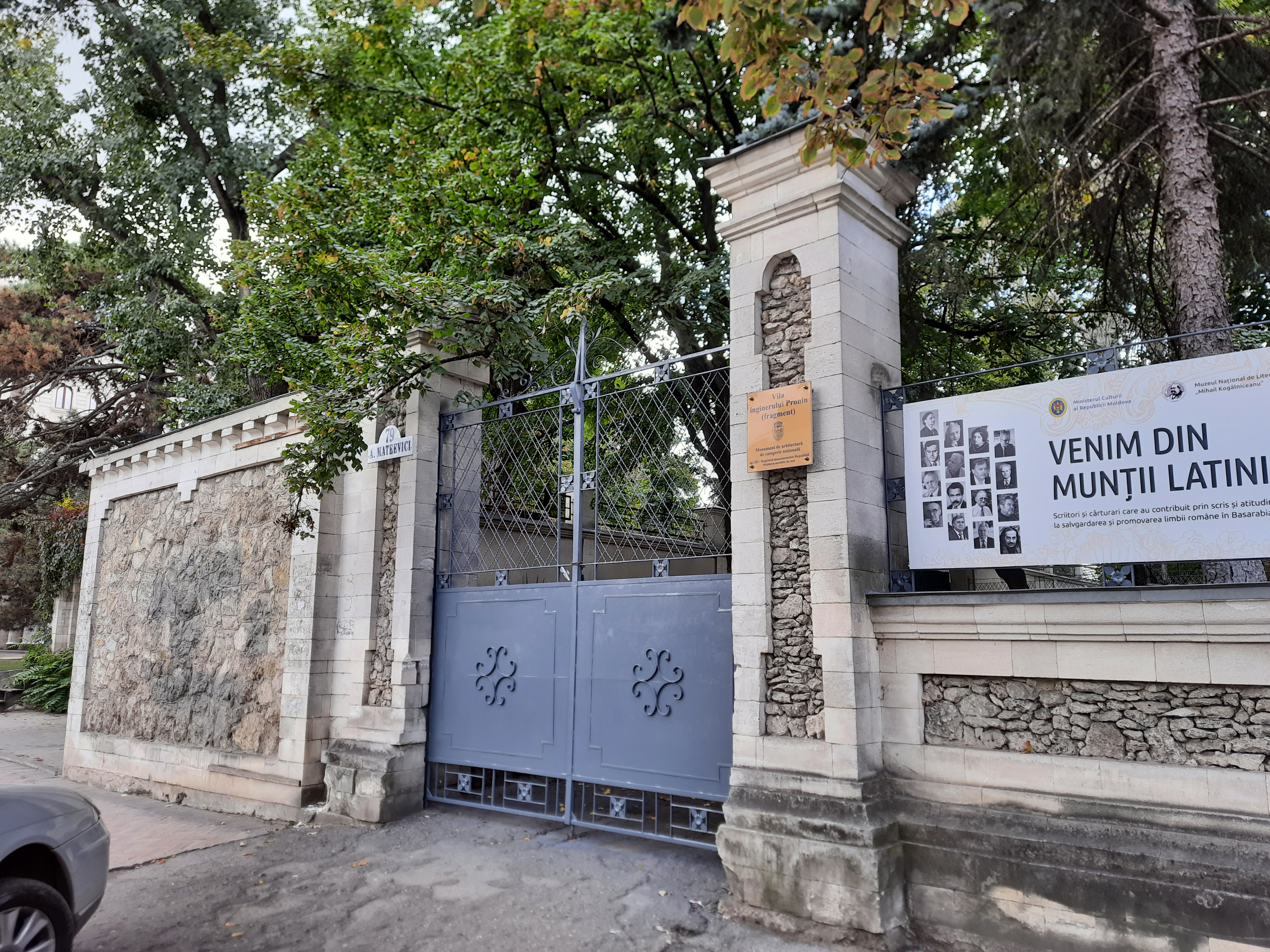
Poarta realizată în stilul fragmentului A.